# John Day (település)
John Day az Amerikai Egyesült Államok északnyugati részén, Oregon állam Grant megyéjében, a 26-os és 395-ös utak mentén, Baker Citytől 3,2 km-re északra helyezkedik el. A 2010. évi népszámláláskor 1744 lakosa volt, ezzel a megye legnépesebb települése. A város területe 4,84 km², melynek 100%-a szárazföld.
Nevét a közeli John Day-folyóról kapta, amelyet az 1811-es Astor-expedíció virginiai tagjáról, John Dayről neveztek el.
Városi rangot 1901-ben kapott.

## Történet
A jelenlegi területen B. C. Trowbridge lakása volt Grant megye (ami akkor még Wasco megyéhez tartozott) első ilyen épülete. Kelet-Oregon lassabban növekedett, mint Canyon City, mely a megye székhelye és bányászközpontja volt. Innen a kereskedők fokozatosan John Daybe költöztek át; ennek oka a számos tűzeset: 1870-ben leégett a törvényszék, 1885-ben a kínai negyed, 1898-ban és 1937-ben pedig a belváros.
A közösség postahivatalát 1865-ben alapították John Day City néven, de 1871-ben megszüntették; később, 1879-ben John Day néven nyílt újra. 1900-ban megválasztották a helyi tisztviselőket, az Oregoni Legfelsőbb Bíróság pedig 1901. február 23-án adta meg a városi rangot. A település legnagyobb része a Tiger Town néven ismert kínai közösségből állt.
1882-ben az Adventista Keresztény Egyháznak a városban 547 híve volt, ebből 382 kínai (sokuk a helyi adventista temetőben nyugszik). 1887-ben közel 1000 kínai migráns élt a városban; ennek oka a 20 évvel korábbi aranyláz. Közülük sokan Canyon Cityből költöztek át az 1885-ös tűz során.
Az 1860-as években a The Dalles Military Road mentén épült kereskedőhelyet 1887-ben megvásárolta két kínai bevándorló, Lung On és Ing Hay. A helyet orvosi rendelővé, vegyesbolttá és szociális ellátóközponttá alakították át, amely egészen az 1940-es évekig működött. Az 1970-es években az immár a város tulajdonában lévő épületben nyitott meg az Oregoni Park- és Pihenésügyi Hivatal által üzemeltetett Kam Wah Chung & Co. Museum, amely a város korai életét mutatja be.

## Földrajz és éghajlat

### Földrajz
A Népszámlálási Hivatal adatai alapján a város terület 4,84 km², melynek 100%-a szárazföld.
A tengerszint feletti magasság 941 méter. A települést délről a Strawberry, keletről pedog az Elkhorn-hegység határolja.
A kőzet a perm és triász időszakokban alakult ki; később a nyugati parti kőzet triász és jura időszakokban történt tektonikus mozgása további sziklákat mozgatott hozzá. A kainozoikum során a rétegekre magmás kőzetek rakódtak.
A település környéke számos őslénytani lelőhelyet rejt. A dinoszauruszok eltűnésétől a pleisztocénig magas volt a vulkáni aktivitás, ez pedig számos fosszíliát őrzött meg. Ezen leletek kora könnyen meghatározható, ugyanis a rétegek kora ismert. Ez a kutatóknak lehetőséget biztosít az evolúciós folyamatok, valamint a különböző ökoszisztémák kapcsolatának és az éghajlat-változások kutatásában.
Spanyol kutatók beszámolóik szerint a 17. században aranyra bukkantak, ám azt később nem találtak.

### Éghajlat
Meleg, száraz klímája és belterületi elhelyezkedése ellenére a város éghajlata óceáni (a Köppen-skálán Cfb-vel jelölve). A település időjárása szárazsága miatt a félszáraz (BSk), hideg telei miatt pedig a száraz kontinentális (Dfb) is közel áll.
A legcsapadékosabb a május–június, a legszárazabb pedig a július–szeptember közötti időszak. A legmelegebb hónap július, a leghidegebb pedig január.
| Hónap                                   | Jan.  | Feb.  | Már.  | Ápr.  | Máj.  | Jún. | Júl. | Aug. | Szep. | Okt.  | Nov.  | Dec.  | Év    |
| --------------------------------------- | ----- | ----- | ----- | ----- | ----- | ---- | ---- | ---- | ----- | ----- | ----- | ----- | ----- |
| Rekord max. hőmérséklet (°C)            | 21,0  | 23,0  | 27,0  | 33,0  | 37,0  | 39,0 | 43,0 | 44,0 | 43,0  | 35,0  | 26,0  | 19,0  | 44,0  |
| Átlagos max. hőmérséklet (°C)           | 5,3   | 8,4   | 11,8  | 15,4  | 20,3  | 25,3 | 31,3 | 30,9 | 26,1  | 18,7  | 10,3  | 5,8   | 17,5  |
| Átlaghőmérséklet (°C)                   | 0,1   | 4,2   | 4,8   | 7,9   | 12,2  | 16,3 | 20,4 | 19,8 | 15,5  | 9,8   | 4,2   | 0,4   | 9,7   |
| Átlagos min. hőmérséklet (°C)           | −5,4  | −4,0  | −2,0  | 0,3   | 4,0   | 7,2  | 9,5  | 8,7  | 4,8   | 0,9   | −2,0  | −5,1  | 1,4   |
| Rekord min. hőmérséklet (°C)            | −31,0 | −29,0 | −21,0 | −11,0 | −11,0 | −4,0 | −2,0 | −1,0 | −6,0  | −16,0 | −23,0 | −31,0 | −31,0 |
| Átl. csapadékmennyiség (mm)             | 30    | 20    | 29    | 34    | 46    | 36   | 13   | 18   | 18    | 26    | 34    | 33    | 337   |
| Forrás: Western Regional Climate Center |       |       |       |       |       |      |      |      |       |       |       |       |       |

## Népesség

### 2010
A 2010-es népszámláláskor a városnak 1744 lakója, 794 háztartása és 450 családja volt. A népsűrűség 360,3 fő/km2. A lakóegységek száma 895, sűrűségük 184,9 db/km2. A lakosok 94,4%-a fehér, 0,5%-a afroamerikai, 1,5%-a indián, 0,7%-a ázsiai, 0,1%-a a Csendes-óceáni szigetekről származik, 1%-a egyéb, 1,8%-a pedig kettő vagy több etnikumú. A spanyol vagy latino származásúak aránya 2,7% (2,1% mexikói, 0,2% Puerto Ricó-i, 0,1% kubai, 0,3% egyéb spanyol vagy latino származású.)
A háztartások 25,4%-ában élt 18 évnél fiatalabb. 41,4% házas, 11,6% egyedülálló nő, 3,7% egyedülálló férfi, 43,3% pedig nem család. 37,9% egyedül élt; 18,5%-uk 65 éves vagy idősebb. Egy háztartásban átlagosan 2,13 személy élt; a családok átlagmérete 2,79 fő.
A medián életkor 42,9 év volt. A város lakóinak 22,2%-a 18 évesnél fiatalabb, 7,7% 18 és 24 év közötti, 22,6%-uk 25 és 44 év közötti, 25,5%-uk 45 és 64 év közötti, 22%-uk pedig 65 éves vagy idősebb. A lakosok 47,6%-a férfi, 52,4%-a pedig nő.

### 2000
A 2000-es népszámláláskor  a városnak 1821 lakója, 734 háztartása és 473 családja volt. A népsűrűség 376,2 fő/km2. A lakóegységek száma 846, sűrűségük 174,8 db/km2. A lakosok 96,92%-a fehér,  1,15%-a indián, 0,38%-a ázsiai, 0,16%-a a Csendes-óceáni szigetekről származik, 0,55%-a egyéb-, 0,82%-a pedig kettő vagy több etnikumú. A spanyol vagy latino származásúak aránya 2,42% (1,6% mexikói,  0,1% kubai, 0,7% pedig egyéb spanyol/latino származású.)
A háztartások 32,7%-ában élt 18 évnél fiatalabb. 51% házas, 10,2% egyedülálló nő; 35,6% pedig nem család. 31,9% egyedül élt; 12,4%-uk 65 éves vagy idősebb. Egy háztartásban átlagosan 2,4 személy élt; a családok átlagmérete 3,01 fő.
A város lakóinak 27%-a 18 évesnél fiatalabb, 7,8% 18 és 24 év közötti, 23,2%-uk 25 és 44 év közötti, 23,7%-uk 45 és 64 év közötti, 18,3%-uk pedig 65 éves vagy idősebb. A medián életkor 40 év volt. Minden 100 nőre 92,5 férfi jut; a 18 évnél idősebb nőknél ez az arány 88,8.
A háztartások medián bevétele 31 953 amerikai dollár, ez az érték családoknál $34 327. A férfiak medián keresete $31 908, míg a nőké $22 067. A város egy főre jutó bevétele (PCI) $15 488. A családok 13%-a, a teljes népesség 17,5%-a élt létminimum alatt; a 18 év alattiaknál ez a szám 21%, a 65 évnél idősebbeknél pedig 22,4%.

## Gazdaság
John Day gazdasága eredetileg az aranyásáson, juh- és marhatenyésztésen, fakitermelésen és -feldolgozáson alapult. Az 1942-es L208-as rendelet betiltotta az arany kitermelését; ez, valamint az amerikai sárgafenyő csökkenő mennyisége és a magas szállítási költségek miatt a gazdaság hanyatlásnak indult.
Mára a munkahelyek többségét a pihenőipar, az egészségügy és a hivatalok (itt található a Malheur Nemzeti Erdő székhelye) adják.

## Fordítás
Ez a szócikk részben vagy egészben  a   John Day, Oregon című angol Wikipédia-szócikk ezen változatának fordításán alapul.  Az eredeti cikk szerkesztőit annak laptörténete sorolja fel. Ez a jelzés csupán a megfogalmazás eredetét és a szerzői jogokat jelzi, nem szolgál a cikkben szereplő információk forrásmegjelöléseként.